# Wapen van De Vier Noorder Koggen

Het wapen van het dijkcollegie

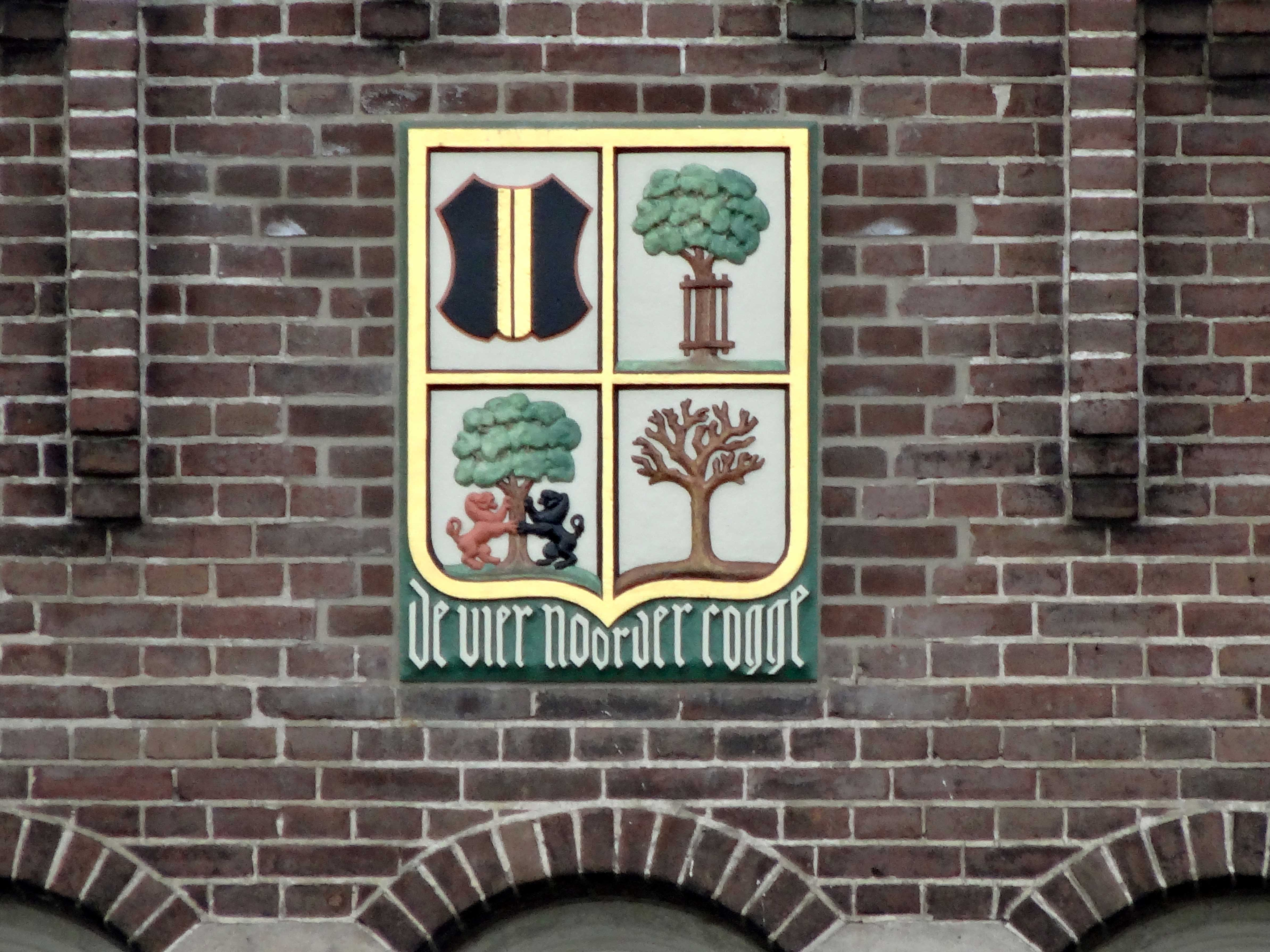
Het wapen op een gevelsteen van het Stoomgemaal Vier Noorder Koggen

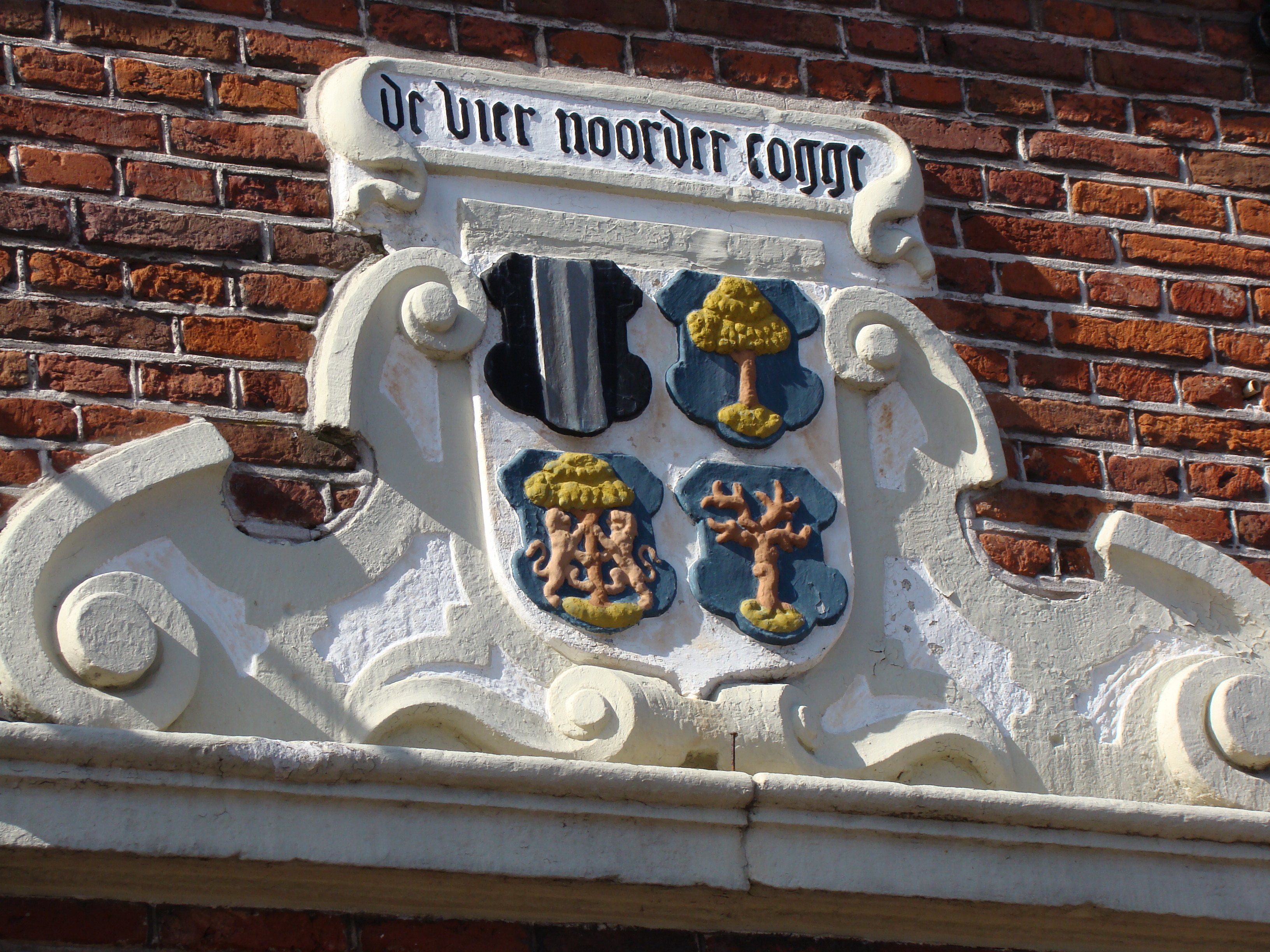
Het wapen boven de ingang van een huis in Medemblik. Mogelijk afkomstig van het in 1797 afgebroken oude Koggehuis.

Het wapen van De Vier Noorder Koggen werd op 11 maart 1818 door de Hoge Raad van Adel in gebruik erkend bij het Dijkcollegie van de Vier Noorder Koggen. Een afbeelding uit de 18e eeuw is met zekerheid bekend van dit wapen. In 1979 fuseerde De Vier Noorder Koggen met onder andere Drechterland en Het Grootslag tot het nieuwe Waterschap Westfriesland. Dit waterschap koos ervoor om een geheel nieuw wapen aan te nemen waardoor het wapen van De Vier Noorder Koggen niet langer in gebruik is als zodanig. Een afbeelding van het wapen is te vinden op een gevelsteen van het Stoomgemaal Vier Noorder Koggen bij Medemblik, thans in gebruik als stoommachinemuseum.

## Blazoenering
De blazoenering van het wapen luidde als volgt:
Gecarteleerd; het Ie van sabel, beladen met een pal van goud; het IIe van zilver, beladen met een boom, staande in eene heining op een terras van synopel; het IIIe van zilver, beladen met een boom van synopel, vastgehouden ter rechter door een klimmende leeuw van keel en ter linker door een klimmende leeuw van sabel, staande op een terras van synopel; het IVe mede van zilver, beladen met een dorre boom, staande op een terras, alles van natuurlijke verwen. Het wapen gedekt met een eikenkrans van synopel en vastgehouden ter wederzijde door een meermin van goud.
Het wapen is in vier kwartieren gedeeld, in het eerste kwartier staat het wapen van Medemblik: zwart met een gouden paal. In het tweede het wapen van Hoogwoud, maar in plaats van het wapen gebruikt door de gemeente was dit van zilver met daarop een boom met een hek eromheen en staande op een groene ondergrond. In het derde kwartier het wapen van Wognum: in zilver een groene boom met heraldisch rechts een rode staande leeuw en links een zwarte staande leeuw. De boom en leeuwen staan op een groene ondergrond. Het laatste kwartier is eveneens van zilver met daarop een boom, gelijk aan het wapen van Midwoud, deze is echter dor en de boom en het terras waar het op staat zijn van natuurlijke kleur. In plaats van een kroon is er een eikenkrans boven het schild geplaatst. Aan weerszijden van het schild een gouden zeemeermin.

## Overeenkomstige wapens
Hieronder staan de wapens afgebeeld zoals deze door de Hoge Raad van Adel zijn verleend, in geval van Medemblik erkend in gebruik, aan de betreffende gemeenten. Hoogwoud en Midwoud zijn in rijkskleuren omdat bij die wapens de originele kleuren niet opgegeven werden of niet bekend waren. Hetzelfde gold aanvankelijk voor Wognum, dat in 1964 weer de oorspronkelijke kleuren in het wapen terugkreeg.

Het wapen van Medemblik
Het wapen van Hoogwoud
Het wapen van Wognum tussen 1964 en 1980
Het wapen van Midwoud